# طلال مارديني
طلال مارديني، (25 يوليو 1985)، ممثل ومؤلف سوري، من مواليد دمشق، تخرج من كلية الآداب والعلوم الإنسانية- قسم التاريخ بجامعة دمشق، كانت بداية مسيرته الفنية عام 2005 م، من خلال المشاركة بمسلسلي (فسحة سماوية، قرن الماعز)، لتتوالى بعدها أعماله والتي من أبرزها (رجال العز) والذي قام بتأليفه أيضاً، ومسلسل (التالي) عام 2013.

## أعماله

### في السينما
- التجلي الأخير لغيلان الدمشقي (2008)

### مسلسلات
- فسحة سماوية (2005) بدور «فواز»
- قرن الماعز (2005) بدور «وليد»
- كسر الخواطر (2006) بدور «راشد»
- كثير من الحب كثير من العنف (2007)
- خالد بن الوليد الجزء الثاني (2007)
- الحصرم الشامي الجزء الأول (2007) بدور «خليل»
- زمن الخوف (2007) بدور «حكم»
- وجوه وأزمنة (2007) بدور «طارق»
- وجه العدالة (2008) حلقة المخدوع بدور «حسن»
- بقعة ضوء الجزء السادس (2008)
- أهل الغرام الجزء الثاني (2008)
- آخر صفقة حب (2009) بدور «يوسف»
- موعود (2009) بدور «مجد»
- أولاد الحارة (2009) بدور «جلال»
- بعد السقوط (2010) بدور «عامر»
- أبو خليل القباني (2010) بدور «راغي سمسمه»
- رايات الحق (2010) بدور «رافع ابن وهب»
- رجال العز (2011) بدور«فارس أبو الذهب»
- ايام الدراسة (2011) بدور «غسان»
- السالب و الموجب (2011)
- زمن البرغوت (2012) بدور «صياح»
- خلصت (2012) بدور «رؤوف»
- أيام الدراسة 2 (2012) بدور «غسان أبو شام»
- بديع وفهيم (2013)
- فتت لعبت (2013) بدور «مازن»
- التالي (2013)
- رقص الأفاعي (2014) (سداسية إلا قلبي- بدور وائل/ سداسية جرعة حب- بدور حسان)
- خان الدراويش (2014) بدور «فارس»
- بقعة ضوء 11 (2015)
- وعدتني يا رفيقي (2015) بدور «جبرو»
- دنيا 2 (2015) بدور «سعيد»
- مذنبون أبرياء (2016)
- وجع الصمت (2016)
- خاتون (2016) بدور «أيوب»
- بقعة ضوء 12 (2016)
- باب الحارة 8 (2016) بدور «المهندس غسان»
- الرابوص (2017)
- وردة شامية (2017)بدور «راتب»
- الغريب (2017)
- حكم الهوى (2017) خماسية حزني السعيد بدور «مصطفى»
- خاتون 2
- (2017) بدور «أيوب»
- سايكو (2018) بدور «طاهر»
- هارون الرشيد (2018)
- هواجس عابرة (2018) بدور «نزار»
- ببساطة (2019)
- الحرملك (2019)
- أحلى أيام (أيام الدراسة 3) (2019)
- مدرسة الحب ج3 (2019)

### تأليف
- أيام الدراسة الجزء الأول والجزء الثاني والجزء الثالث - قصة وسيناريو وحوار.
- رجال العز (2011) - قصة وسيناريو وحوار.
- فتت لعبت (2013).
- حدك مدك (2018) مسلسل إماراتي (بيئة إماراتية).
- خاتون الجزء الأول والجزء الثاني - قصة وسيناريو وحوار.
- أحلى أيام (أيام الدراسة 3) (2019) - قصة وسيناريو وحوار.

## روابط خارجية
- طلال مارديني على موقع قاعدة بيانات الأفلام العربية